# Буе (Приморски Шарант)
Буе (фр. Bouhet) насеље је и општина у западној Француској у региону Поату-Шарант, у департману Приморски Шарант која припада префектури Рошфор.
По подацима из 2011. године у општини је живело 863 становника, а густина насељености је износила 56,78 становника/km². Општина се простире на површини од 15,2 km². Налази се на средњој надморској висини од 22 метара (максималној 36 m, а минималној 6 m).

## Демографија
| 1962. | 1968. | 1975. | 1982. | 1990. | 1999. | 2011. |
| ----- | ----- | ----- | ----- | ----- | ----- | ----- |
| 293   | 303   | 277   | 377   | 390   | 410   | 863   |

График промене броја становника у току последњих година